# Cronografo sdoppiante
Il cronografo sdoppiante o rattrapante (o rattrappante) (dal francese rattraper che significa raggiungere) è un tipo di cronografo in cui la grande lancetta è sdoppiata, ma le due parti sono sovrapposte con tale accuratezza e precisione da sembrare una sola lancetta. 
È utilizzato per rilevare il tempo di due fenomeni che hanno lo stesso inizio ma non cessano nello stesso momento. Dopo la partenza simultanea, infatti, una delle due lancette può essere arrestata, indicando così una prima rilevazione del tempo. Poi, riavviandola, raggiunge con uno scatto l'altra lancetta in movimento alla quale si sovrappone, marciando dopo di nuovo insieme. Tale sequenza può essere ripetuta a piacimento. Azzerando il cronografo, entrambe le lancette possono essere riportate sullo zero del quadrante. 
Il dispositivo meccanico che permette tali funzioni è molto delicato. Pertanto, un cronografo sdoppiante o rattrapante è un pezzo di fattura fine e di costo elevato. Quando non esistevano i cronometri digitali veniva usato per il cronometraggio di tutte le gare sportive, specialmente quelle di atletica leggera.
Il dispositivo sdoppiante viene sempre gestito con un pulsante apposito, separato da quello che espleta le funzioni del cronografo ordinario, tanto che nel caso in cui le funzioni cronografiche semplici vengano gestite da un solo pulsante (crono monopulsante), l'orologio si troverà con due pulsanti (uno per le funzioni sdoppianti). Nel caso invece di tradizionale crono a due pulsanti, il numero totale dei pulsanti sarà tre.

## Tecnica
Nel caso di un movimento dotato di doppia ruota a colonne, l'ingranaggio che gestisce la lancetta rattrapante è sovrapposta al ruotismo centrale del cronografo e i loro assi si compenetrano. La ruota rattrapante viene bloccata e liberata da un'apposita pinza, le cui ganasce vengono in contatto con la ruota a colonne rattrapante, consentendo quindi l'arresto della lancetta sdoppiante.
Qualora il movimento non abbia due ruote a colonne (una per le funzioni cronografiche semplici e una per il rattrapante), presenta un cricco supplementare che ingaggia la ruota a colonne. Uno dei due cricchetti consentirà la rotazione del pignone in senso orario, mentre l'altro la farà spostare in senso antiorario.